# Карасу (Кабардино-Балкарія)
Карасу (рос. Карасу) — село у Черецькому районі Кабардино-Балкарії Російської Федерації.
Орган місцевого самоврядування — сільське поселення Карасу. Населення становить 507 осіб.

## Історія
Згідно із законом від 27 лютого 2005 року органом місцевого самоврядування є сільське поселення Карасу.

## Населення
| 2002 | 2010 | 2012 | 2013 | 2014 | 2015 | 2016 |
| ---- | ---- | ---- | ---- | ---- | ---- | ---- |
| 441  | ↗507 | ↗515 | ↘509 | ↗512 | ↗519 | ↘517 |
| 2017 | 2018 | 2019 | 2020 |      |      |      |
| ↗532 | ↗534 | ↘531 | ↗538 |      |      |      |